# Distretto di Nueva Occoro
Il distretto di Nueva Occoro è uno dei diciannove distretti della provincia di Huancavelica, in Perù. Si trova nella regione di Huancavelica e si estende su una superficie di 211.56 chilometri quadrati.